# Iliašovce
Iliašovce – wieś (obec) na Słowacji położona w kraju koszyckim, w powiecie Nowa Wieś Spiska. Pierwsze wzmianki o miejscowości pochodzą z roku 1263.
Według danych z dnia 31 grudnia 2012, wieś zamieszkiwało 977 osób, w tym 484 kobiety i 493 mężczyzn.
W 2001 roku pod względem narodowości i przynależności etnicznej 90,85% mieszkańców stanowili Słowacy, a 8,84% Romowie.
Ze względu na wyznawaną religię struktura mieszkańców kształtowała się w 2001 roku następująco:
- Katolicy rzymscy – 66,94%
- Grekokatolicy – 0,1%
- Ewangelicy – 30,25%
- Ateiści – 1,77%
- Nie podano – 0,31%